# Be My Love
Be My Love ist ein Song von Nicholas Brodszky (Musik) und Sammy Cahn (Text), der 1950 veröffentlicht wurde.
Brodszky und Cahn schrieben den Song für den MGM-Film Der Fischer von Louisiana (Originaltitel: The Toast of New Orleans), mit Mario Lanza, Kathryn Grayson und David Niven in den Hauptrollen. Mario Lanza und Kathryn Grayson stellen den Song vor. Be My Love erhielt 1951 eine Oscar-Nominierung in der Kategorie Bester Song.
Neben Mario Lanzas Schallplatten-Veröffentlichung (Victor 10-1561) wurde der Song bereits 1950 u. a. auch von Erroll Garner, Billy Eckstine, Ray Anthony und Les Brown (Columbia 39157) eingespielt. In den 1950er-Jahren entstanden Aufnahmen des Songs im Bereich des Jazz und der populären Musik u. a. von Mel Carter (Liberty 56000), Gloria Lynne (Everest 9-19376), Georgie Auld (Royal Roost 524), Kenny Dorham, Phil Woods, J. J. Johnson, Earl Bostic, Ted Heath, Lou Donaldson und dem Hillbillysänger Danny Baker (Owl 110). In Europa spielten ihn neben Liedsänger Fritz Wunderlich (1965) auch die Jazzmusiker Jack Diéval, Vic Lewis und Rolf Ericson ein; in späteren Jahren wurde der Song u. a. auch von Steve Kuhn, Hal Galper, Scott Hamilton, Biréli Lagrène und Martin Taylor/Alan Barnes interpretiert. Der Diskograf Tom Lord listet 114 Versionen des Songs. Plácido Domingo (1989) interpretierten den Song. In einer französischen Version (Pour t’aimer) sang ihn Luis Mariano (His Master’s Voice 56-5215).